# Contraespionatge
El Contraespionatge és l'activitat d'evitar que l'enemic obtingui informació secreta, com ara la classificació i el control acurat d'informació confidencial i crear desinformació.
La contraintel·ligència està dirigida contra el sistema d'espionatge d'un enemic, per exemple reclutant agents en òrgans d'intel·ligència estrangera. La majoria dels governs i dels militars tenen organitzacions que satisfan específicament aquest paper. Els mètodes inclouen agents encoberts, supervisant el comportament del "personal diplomàtic legalment acreditat" (algun qui són a vegades realment espies o tractants de l'espia), i mitjans similars.
Quan es descobreix un espia, les agències del contraespionatge generalment s'autoritzen formalment per arrestar sospitosos de l'espionatge, però és sovint més productiu vigilar acuradament a ells per veure el que saben, on van, i amb qui parlen. A més, la desinformació es pot utilitzar per enganyar a les organitzacions hostils (com ara grups terroristes) o als espies i als seus patrocinadors dels països hostils, o fer que cessin les seves activitats si creuen que la seva informació ha arribat a ser no fiable i/o s'ha compromès el seu secret. Les activitats de l'espionatge i de la contravigilància ocorren no només entre els governs, també passa entre les indústries i allò criminal i, segons el que s'indica abans, en els grups terroristes.

## Agències de contraespionatge
- ECHELON - (Comunitat UKUSA (Estats Units, Canadà, Gran Bretanya, Austràlia, i Nova Zelanda))
- Agencia Nacional de Inteligencia (ANI) - Xile
- Secretaria de Inteligencia del Estado (SIDE) - Argentina
- Agência Brasileira de Inteligência (ABIN) - Brasil
- Australian Security Intelligence Organisation (ASIO) - Austràlia
- Bundesnachrichtendienst (BND) - Alemanya
- Canadian Security Intelligence Service (CSIS) - Canadà
- Direction de la Surveillance du Territoire (DST) - França
- Federal Bureau of Investigation (FBI) - Estats Units
- Agencia Central de Inteligencia (CIA) - Estats Units
- Counterintelligence Field Activity (CIFA) - Estats Units
- Office of the National Counterintelligence Executive (NCIX) - Estats Units
- FSB - Federació Russa
- Xavak (intern) y Mossad (extern) - Israel
- MI5 (intern) - Regne Unit
- MI6 (extern) - Regne Unit
- National Intelligence Agency (NIA) - Sud-àfrica
- Inter-Services Intelligence - Pakistan
- Swedish Security Service (Säpo) - Suècia
- Centro Nacional de Inteligencia (CNI) - Espanya
- Centro de investigación y Seguridad Nacional (CISEN) - Mèxic
- Dirección General de la Contrainteligencia (DGCI) - Cuba
- Dirección Contra Inteligencia Militar (CIM) - Cuba
- Departamento Administrativo de Seguridad (DAS) - Colòmbia
- Servicio Bolivariano de Inteligencia Nacional (SEBIN) - Veneçuela

## Agències de contraespionatge ja desaparegudes
- Stasi - República Democràtica Alemanya (RDA)
- NKVD - Unió Soviètica
- KGB - Unió Soviètica
- Cheka - Unió Soviètica
- Gestapo - Alemanya Nazi
- Abwehr - Alemanya Nazi
- Okhrana - Rússia Imperial
- Dirección de Inteligencia Nacional (DINA) - Xile
- Central Nacional de Informaciones (CNI) - Xile
- Service de Documentation Extérieure et de Contre-Espionnage (SDECE) - França
- Deuxième Bureau (Deuxième Bureau de l'État-major général) - França
- Servicio de Inteligencia Nacional (SIN) - Perú
- Direccion General de los Servicios de Inteligencia y Prevencion (DISIP, Veneçuela, 1969-2009)
- Servei Secret Especial - EUA